# Lorenzo Pirola
Lorenzo Pirola (ur. 20 lutego 2002 w Carate Brianza) – włoski piłkarz występujący na pozycji obrońcy we włoskim klubie AC Monza oraz w reprezentacji Włoch do lat 21. Wychowanek Interu Mediolan.